# Schraubung

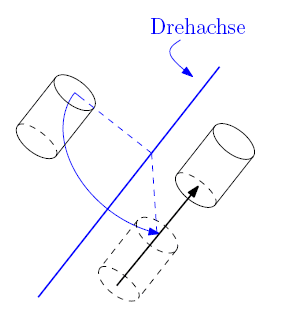
Anschaulich gesehen dreht eine Schraubung ein Objekt um einen festen Winkel um eine Drehachse und verschiebt das Resultat parallel zur Drehachse.

Unter einer Schraubung versteht man in der Geometrie des dreidimensionalen Raumes V eine Abbildung, die aus einer Hintereinanderausführung einer Parallelverschiebung mit Verschiebevektor {\displaystyle v} und einer Drehung um eine Gerade {\displaystyle g} besteht, bei der {\displaystyle v} parallel zu {\displaystyle g} ist. Die Reihenfolge, d. h. ob zuerst die Drehung oder die Verschiebung ausgeführt wird, spielt für das Ergebnis keine Rolle.
In der Kristallographie sind Schraubenachsen mögliche Symmetrieelemente einer Raumgruppe.
Eine Schraubung stellt eine Isometrie auf V dar, da sie eine Verknüpfung zweier Isometrien ist.
Schraubungen spielen besonders in der diskreten Geometrie eine Rolle, etwa bei der Klassifizierung der Isometrien in Dimension 3. Isometrien in dreidimensionalen Vektorräumen lassen sich nach geometrischen Gesichtspunkten in 7 Typen unterteilen, neben der Schraubung findet man:
- Identität
- Translation
- Drehung
- Spiegelung
- Gleitspiegelung
- Drehspiegelung.

## Schraubenachsen als Element einer Raumgruppe

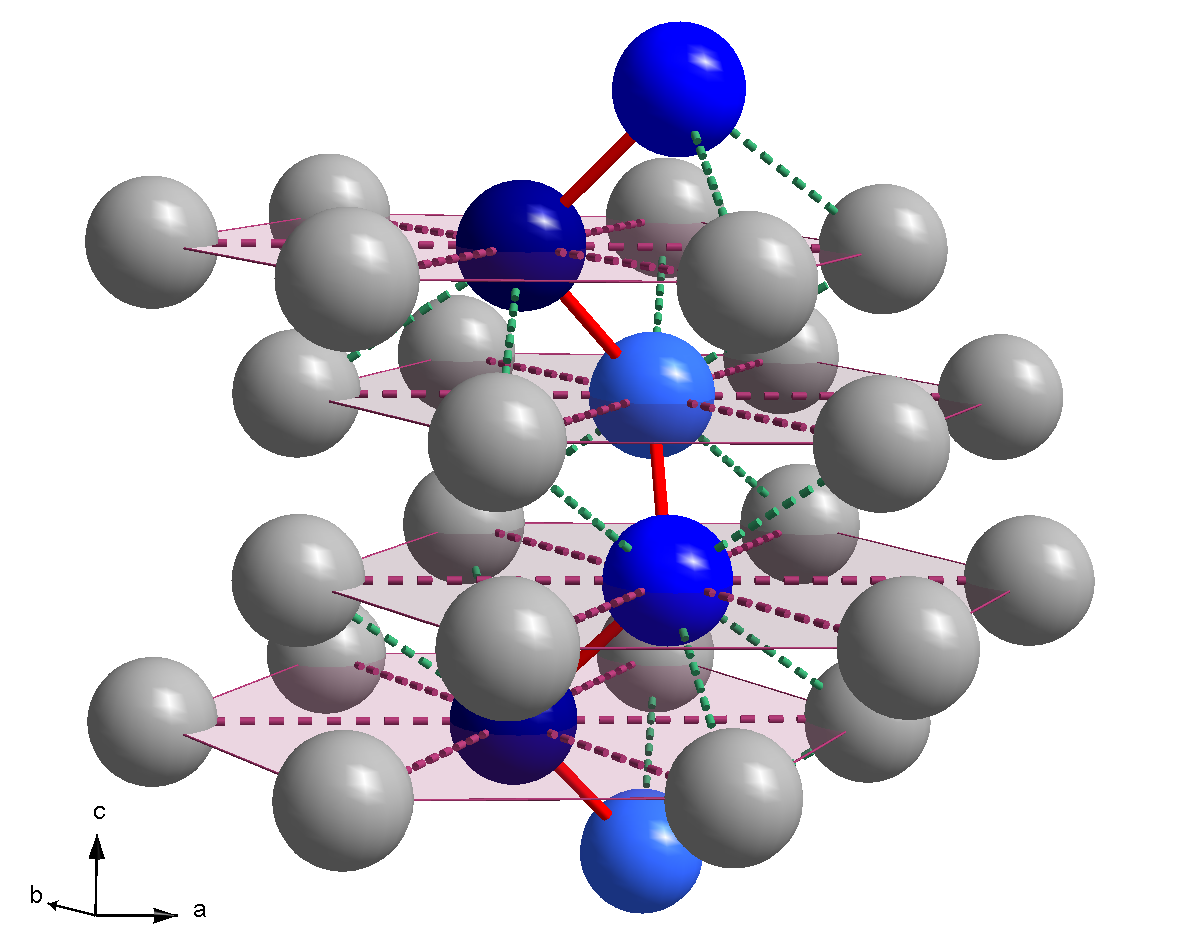
Spiralförmige Kette aus Telluratomen entlang der 3_{1}-Schraubenachse (blau hervorgehoben). Jedes dritte Atom ist deckungsgleich (dunkel-, mittel- und hellblau). Der Abstand zwischen den dunkel-, mittel- und hellblauen Atomen beträgt jeweils eine Gitterkonstante.

In einer Raumgruppe können nur Schraubenachsen vorkommen, die mit dem Translationsgitter der Gruppe verträglich sind. Daher kann es  in einer Raumgruppe nur n-zählige Drehachsen geben, mit n = 2, 3, 4 oder 6.
Da diese nach n-maliger Wiederholung wieder die Identität ergeben, können sie nur mit einem Translationsvektor verknüpft sein, der nach n-facher Wiederholung einem Vektor des Gitters entspricht. Das ist nur der Fall, wenn dessen Länge in Richtung der Drehachse ein m-faches des n-ten Bruchteils der Gittertranslation beträgt, mit {\displaystyle 0<m<n}.
Das Hermann-Mauguin-Symbol für diese Schraubenachsen ist ein tiefgestelltes m hinter dem Symbol für die Drehachse n: nm.
41bedeutet also eine 4-zählige Schraubenachse, bei der bei jeder Drehung um 360°/4 = 90° eine Translation in Richtung der Drehachse von {\displaystyle {\tfrac {m}{n}}={\tfrac {1}{4}}} Gitterkonstanten hinzukommt.
Im Folgenden sind alle in den 230 Raumgruppen vorkommenden Schraubenachsen aufgeführt:
- 21
- (31 32)
- (41 43)  42
- (61 65) (62 64) 63.

In Klammern zusammengefasst sind dabei Paare enantiomorpher Schraubenachsen, die sich nur durch den Drehsinn unterscheiden:
- die erstgenannte Schraube ist eine Rechtsschraube
- die zweite Schraube ist die entsprechende Linksschraube.

Diese beiden Symmetrieelemente sind besonders schwer voneinander zu unterscheiden.

## Schraubung von Starrkörpern
Der florentiner Mathematiker Giulio Mozzi (1730–1813) erkannte als erster, dass jede Bewegung eines Starrkörpers als Schraubung dargestellt werden kann, d. h. als Translation eines Bezugspunkts und Drehung um den Bezugspunkt mit einer Drehachse, die durch die (Richtung der) Geschwindigkeit des Bezugspunkts gegeben ist.
Der Bezugspunkt {\displaystyle {\vec {r}}} ermittelt sich wie folgt aus der Bewegung des Starrkörpers, die sich immer darstellen lässt als Translation {\displaystyle {\dot {\vec {b}}}} eines Punkts {\displaystyle {\vec {b}}} und die Winkelgeschwindigkeit {\displaystyle {\vec {\omega }}} des Starrkörpers um diesen Punkt:
{\displaystyle {\vec {v}}({\vec {p}},t)={\dot {\vec {b}}}+{\vec {\omega }}\times ({\vec {p}}-{\vec {b}})}
Darin ist
- {\displaystyle {\vec {v}}({\vec {p}},t)} die Geschwindigkeit des Partikels am Ort {\displaystyle {\vec {p}}} zur Zeit t
- der Überpunkt eine Zeitableitung
- „×“ das Kreuzprodukt.

Dann ist auch
{\displaystyle {\vec {v}}({\vec {p}},t)={\dot {\vec {r}}}+{\vec {\omega }}\times ({\vec {p}}-{\vec {r}})}
mit
{\displaystyle {\vec {r}}={\vec {b}}+{\frac {{\vec {\omega }}\times {\dot {\vec {b}}}}{{\vec {\omega }}\cdot {\vec {\omega }}}}+\rho {\vec {\omega }}}
und
{\displaystyle {\begin{aligned}{\dot {\vec {r}}}&={\dot {\vec {b}}}+{\vec {\omega }}\times ({\vec {r}}-{\vec {b}})\\&={\dot {\vec {b}}}+{\vec {\omega }}\times \left({\frac {{\vec {\omega }}\times {\dot {\vec {b}}}}{{\vec {\omega }}\cdot {\vec {\omega }}}}+\rho {\vec {\omega }}\right)\\&={\dot {\vec {b}}}+{\vec {\omega }}\times {\frac {{\vec {\omega }}\times {\dot {\vec {b}}}}{{\vec {\omega }}\cdot {\vec {\omega }}}}+\rho \underbrace {({\vec {\omega }}\times {\vec {\omega }})} _{=0}\\&={\dot {\vec {b}}}+{\frac {({\vec {\omega }}\cdot {\dot {\vec {b}}})\,{\vec {\omega }}-({\vec {\omega }}\cdot {\vec {\omega }})\,{\dot {\vec {b}}}}{{\vec {\omega }}\cdot {\vec {\omega }}}}\\&={\frac {{\vec {\omega }}\cdot {\dot {\vec {b}}}}{{\vec {\omega }}\cdot {\vec {\omega }}}}{\vec {\omega }}\end{aligned}}}
und beliebigem {\displaystyle \rho \in \mathbb {R} }. Das Rechenzeichen „·“ bildet das Skalarprodukt.

### Beispiel
Anstatt einen Partikel
- vom Ursprung nach (2|2|0) zu verschieben und ihn um 180°={\displaystyle \pi } um die Drehachse mit der Richtung (1|0|0) zu drehen, die durch den neuen Punkt (2|2|0) verläuft,
- kann man ihn auch vom Ursprung nach (2|0|0) verschieben und ihn dann um 180°={\displaystyle \pi } um die Drehachse mit der Richtung (1|0|0) drehen, die durch den Bezugspunkt {\displaystyle {\vec {r}}=(0|1|0)} verläuft; in diesem Fall stimmt die Richtung der Verschiebung mit der Richtung der Drehachse überein.

Das Ergebnis ist in beiden Fällen dasselbe: der betrachtete Partikel liegt am Ende an der neuen Position (2|2|0) und ist um 180°={\displaystyle \pi } gedreht.